# Cliente (film)
Cliente è un film francese del 2008 diretto da Josiane Balasko.